# Colombiers (Cher)
Colombiers település Franciaországban, Cher megyében. Lakosainak száma 410 fő (2022. január 1.). Colombiers Ainay-le-Vieil, Coust, Drevant, Saint-Amand-Montrond és Saint-Pierre-les-Étieux községekkel határos.

## Népesség
A település népessége az elmúlt években az alábbi módon változott:
| Lakosok száma | 280  | 260  | 320  | 388  | 404  | 405  | 408  | 417  | 412  | 410  |
|               | 1968 | 1982 | 1990 | 2006 | 2013 | 2015 | 2017 | 2019 | 2020 | 2022 |